# Zeit Zeitoun
Zeit Zeitoun er en dansk dokumentarfilm fra 2017 instrueret af Mathias Dolmer Rasmussen og Jeppe Dall Gregersen.

## Handling
En gruppe kvindelige syriske flygtninge er ligesom 100.000 andre mennesker kommet til Cairo uden familie og arbejde. Ved at starte et cateringfirma der leverer traditionel syrisk mad, har de fundet en opskrift på at rejse sig fra krigens traumer. Vi følger kvinderne under ramadanen, hvor minderne om Syrien presser sig særligt på. Iman fortæller om det ubærlige savn, mens køkkenchefen Lina finder håbet og de gode minder frem gennem de syriske retter. Zeit Zeitoun er en fortælling om sorg og glæde - og om at rejse sig i fællesskab, når man har mistet alt.